# Réduction phénoménologique
La « réduction phénoménologique » ou Épochè (en grec ἐποχή/ epokhế) consiste pour Edmund Husserl, à suspendre radicalement l'« approche naturelle » du monde, et à mener une lutte sans concession contre toutes les abstractions que la perception naturelle de l'objet présuppose ; cette suspension devant permettre l'accès aux « choses mêmes ». Le concept de réduction apparaît explicitement dans l'œuvre de Husserl autour des années 1907 dans une publication intitulée L'idée de la phénoménologie. Dans cette œuvre, Husserl parle d'une réduction gnoséologique. La première réduction phénoménologique cherche un fondement indubitable pour la connaissance et pour ce faire, le monde naturel du sens commun est simplement « mis entre parenthèses », cette opération n'est donc pas un déni du monde ni la mise en doute de son existence.

## L'ambition phénoménologique

### Problématique
Héritière de Kant, la phénoménologie, dont le principal représentant est Edmund Husserl, constitue un courant philosophique qui, en conformité avec l'esprit scientifique de l'époque, se concentre sur l'étude des phénomènes, de l’expérience vécue et des contenus de conscience. Husserl décrit la tâche de la phénoménologie comme celle qui consiste à transformer l'évidence universelle de l'être du monde (la plus grande de toutes les énigmes) en quelque chose d'intelligible, et sa méthode pour rendre cette tâche possible est la « réduction transcendantale »,.

#### Husserl héritier de Kant?
Pour Husserl et pour Kant, l'idée d'objectivité se ramène à l'ensemble de ses conditions  a priori si bien que le grand problème de la phénoménologie pourrait être celui-là même de la Critique de la raison pure. Mais s'interroge Husserl, comment un « donné » est-il possible ? Eugen Fink, élève de Husserl note, « la phénoménologie ne se pose pas le problème criticiste à proprement parler, elle pose le problème de l'origine du monde ». Pour les néokantiens le problème de la connaissance est référé aux objets, la réduction chez Husserl,« a pour but et pour essence de faire apparaître l’élément premier de notre rapport aux choses et qui est le monde [...] le travail phénoménologique montre comment se constitue la permanence du monde pour nous et analyse la constitution des thèses dans lesquelles le monde nous est donné ». Ce qui prévaut en phénoménologie, c'est  « la conscience universelle permanente du monde, se modifiant elle-même, dont les contenus sont en flux constant : la constante aperception du monde ».

#### La question de l'apparence
Husserl présente comme un a priori universel, la loi de « corrélation » qui exprime que toute chose apparaît, à notre regard, comme entremêlée de données subjectives et que ces données ne sont pas seulement un fait, mais correspondent à des « nécessités d'essence ». « La corrélation de l'étant avec la subjectivité, loin de couvrir un rapport contingent, possède une validité a priori, correspondant à l'essence de l'étant et par conséquent à la subjectivité », écrit Renaud Barbaras. L'étant ne pouvant être autrement que selon le mode sous lequel il se donne à la conscience, le même commentateur note : « la scission classique de l'être et de l'apparence disparaît comme problème ». Mais encore et surtout, « la position d'un en-soi, étranger à la subjectivité d'une réalité absolue, qui était celle de la métaphysique classique, est récusée[...] Corrélativement une telle conception met en jeu le sens d'être de cet étant particulier qu'est la conscience, [...] qui ne détermine plus ce qu'est l'objectivité au sein de phénomènes distincts de l'en-soi. Elle est l'origine du monde, selon la formule de Eugen Fink, c'est-à-dire qu'elle est l'absolu », écrit Renaud Barbaras.

#### Recherche d'un fondement indubitable
Husserl reprend l'espérance cartésienne d'une philosophie comme « science universelle, possédant des fondements absolument certains », pouvant servir de d'appui aux autres sciences,. Pour ce faire, la méthode consiste à ramener la connaissance à « des intuitions absolues au-delà desquelles on ne peut remonter ». Rudolf Bernet définit ainsi l'enjeu de la réduction phénoménologique :

« Les questions fondamentales telles que « l'apparaître » du monde et comment le sujet s'y trouve mêlé ont trop souvent été oblitérées par le projet d'une description exhaustive du « monde de la vie ». L'effort d'adapter la pensée philosophique aux moindres détails qui font l'ordinaire de notre vie quotidienne dans le monde a conduit à une phénoménologie qui dit tout du monde et qui tait l'essentiel. L'essentiel est de savoir d'où, de quel point de vue, le sujet assiste à la révélation du monde. C'est cette question précisément, qui constitue l'enjeu de la « réduction phénoménologique » »

Les sciences modernes n'auraient pas la capacité d'interroger par elles-mêmes, leur propre fondement, l'ambition de la phénoménologie va être de procurer à leurs formations théorétiques, sens et validité en mettant à jour leur fondement ultime,. Il s'agit de mettre à l'épreuve les présuppositions majeures, épistémologiques et ontologiques, des sciences mondaines, tâche que Husserl nomme époché ou « réduction transcendantale ». Cela passe d'abord par la suspension de notre croyance naïve et dogmatique en l'existence ou la nature ontologique du monde (attitude naturelle), et ce afin d'atteindre son mode de donation (Wie ihrer Gegebenheitsweis). Ensuite, le premier principe à observer : « ne jamais admettre comme valable aucun jugement, si je ne l'ai puisé dans l'évidence, c'est-à-dire dans des expériences où les choses et faits en question me sont présents « eux-mêmes » ».

### Montrer, se montrer
Si dans la tradition métaphysique, il s'agit de démontrer le phénomène son origine ou ses causes, « en phénoménologie il s'agit de laisser l'apparition se montrer dans son apparence selon son apparaître ». Maurice Merleau-Ponty résume ainsi le phénomène du voir : « voir c'est entrer dans un univers d'êtres qui se montrent, et ils ne se montreraient pas s'ils ne pouvaient être cachés les uns derrière les autres ou derrière moi. En d'autres termes : regarder un objet, c'est venir l'habiter et de là saisir toutes choses selon la face qu'elles tournent vers lui ». Cependant comme le remarque Jean-Luc Marion parce que la connaissance vient toujours de moi, la manifestation du phénomène selon son apparaître, à partir de lui-même, ne va pas de soi.
Selon Emmanuel Levinas, « l'attitude naturelle est caractérisée, beaucoup moins par le réalisme, que par la naïveté de ce réalisme, par le fait que l'esprit se trouve toujours déjà devant un objet sans s'interroger sur le sens de son objectivité, c'est-à-dire sans la saisir dans l'évidence où elle se constitue ». La pensée de l'être humain, n'est plus le pur acte de donner un sens mais une simple opération technique sur le monde à partir du monde. Nous énonçons des propositions sans nous soucier du sens de leur objectivité, toujours naïvement admise. C'est ce dogmatisme inné que la réduction phénoménologique doit renverser.
Parce que l'homme se pense comme un être au milieu d'autres êtres, la simple réflexion ne suffit pas à rompre ce lien. Pour transformer la pensée technique en activité spirituelle il faut arrêter de supposer le monde comme condition de l'esprit. Ce que l'homme découvre alors c'est soi-même comme philosophe, sa conscience comme conscience qui prête sens aux choses, il se découvre comme « conscience transcendantale ». La réduction est donc une opération par laquelle l'esprit suspend la validité de la thèse naturelle de l'existence pour en étudier le sens.

## Méthode
Une réduction, c'est-à-dire une suspension du monde qui met à jour sa constitution.

### Réduction et doute cartésien
Dans la formulation du cogito le monde est nié comme douteux par Descartes, simplement « suspendu » ou « neutralisé » chez Husserl.
« Husserl reprend la formulation cartésienne du cogito, même s'il se refuse à réifier la pensée, à en faire une chose coupée de l'objet à connaître ». En régime de réduction, le cogitatum n’est pas, comme chez Descartes, une image du monde, mais le monde lui-même souligne Pascal Dupond.
Le « doute cartésien » qui suit une démarche apparentée à la phénoménologie, pèche par contre par son manque de radicalité. En effet, comme le remarque  Renaud Barbaras, s'interroger sur l'existence du monde en le mettant en doute, ce n'est pas s'interroger sur ce que signifie « exister », ou ce que recouvre le terme de « réalité ». Descartes doute que l'image qu'il se fait du monde corresponde à la réalité, mais ne doute pas de l'existence de cette réalité elle-même. Pascal Dupond  écrit aussi : « La négation du monde, telle que Descartes la comprend, supprime le monde mais non pas la représentation du monde ; à travers le doute méthodique, la cogitatio se découvre comme représentation de choses transcendantes auxquelles, avant le doute méthodique, elle croyait naïvement ; par le doute la chose perd la transcendance qui lui était naïvement attribuée et devient pour l’ego cogitans une image ». « Le doute cartésien portant sur la chose naturelle demeure par lui-même une attitude mondaine, il n'est qu'une modification de cette attitude, il ne répond donc pas à l'exigence profonde de radicalité ». Par contre selon Renaud Barbaras« en neutralisant la thèse du monde, l'« époché » permet d'interroger le sens d'être du monde qui nous est donné [...] de saisir ce que signifie exister pour ce monde, dont on ne peut justement pas douter ».

### Principe de la réduction
La « réduction phénoménologique » ou Épochè en grec (ἐποχή / epokhế) consiste à suspendre radicalement l'« approche naturelle » du monde, et à mener une lutte sans concession contre toutes les abstractions que la perception naturelle de l'objet présuppose. Pour Eugen Fink, la réduction phénoménologique est « l'acte philosophique fondamental au sens ou tout accomplissement de l'acte concret de philosopher n'est qu'un développement de la réduction elle-même ».
La pratique conséquente de la réduction phénoménologique exige la mise entre parenthèses non seulement de l'existence du monde, mais aussi du moi psycho-physique, que Husserl appelle également le « moi empirique »,. Comme le souligne Eugen Fink, il ne s'agit pas de mettre en doute son être mais de voir « qu'en tant que moi réfléchissant phénoménologiquement je ne fais simplement aucun usage de la validité d'être que me suggère l'expérience directe ».
Par « attitude naturelle » il faut comprendre la vie empirique sous ses multiples formes (comme s'apercevoir de, agir, théoriser, désirer, aimer) pour laquelle le monde est toujours pré-donné, présupposé, et qui implique des cultures, des modes de vie, des croyances. Dans la réduction phénoménologique il ne s'agit pas simplement de suspendre la perception naïve du monde mais de relever (au sens d'annuler et de remplacer), cette présupposition continue et latente. Plus précisément comme l'écrit Dan Zahavi, avec la Réduction, « nous ne nous intéressons au monde que dans la mesure où il est vécu, perçu, imaginé, jugé etc., c'est-à-dire dans la mesure où il est le corrélat d'une expérience, d'une perception, d'une imagination ». Grâce à cette suspension le phénoménologue pense pouvoir accéder aux « choses mêmes ». Appliquée à l'objet, la réduction phénoménologique devient discipline qui levant la naïveté de l'attitude naturelle, décompose l'opacité de l'objet pour rechercher les actes qui l'ont composé dans un processus de synthèse,. En résumé, note Mario Charland, on peut considérer l'épochè comme une suspension du jugement « ontique » naïf et la réduction comme le changement d'attitude qui thématise la corrélation entre le monde et la conscience, découvrant ultimement le fondement transcendantal.
Eugen Fink dit de la réduction « qu'elle tire son nom de la ta tâche essentielle de reconduire à une subjectivité jusqu'ici cachée, et cachée pour des raisons nécessaires ». La « réduction » n’est cependant pas un simple retour au « sujet transcendantal », mais constitue, aussi, « l’authentique découverte de la croyance au monde, la découverte du monde comme dogme transcendantal ». Fink parle de la difficulté  devant toute entreprise d'exposition de la doctrine de la « réduction phénoménologique » qui ne peut que se présupposer elle-même. Le problème philosophique de la phénoménologie ne peut être exposé dans l'orbe de l'attitude naturelle, attitude qui est précisément relevée par l'accomplissement de la réduction. Faisant référence aux Ideen et de leur présentation de la réduction Fink parle dans son De la phénoménologie d'un engagement et d'un empêtrement dans l'« attitude naturelle » dont Husserl n'arrive pas à se défaire. En fait toutes les attitudes de l'homme demeurent fondamentalement à l'intérieur de l'attitude naturelle. Fink parle d'un « monde universel spatio-temporel déjà présupposé comme quelque chose qui est constamment et par avance là pour moi »,. La « réduction » est justement le seul moyen de rupture. « Le concept d'attitude naturelle n'est pas un concept mondain pré-donné mais un concept « transcendantal » ».
Après réduction, « au lieu d'exister simplement [...] ce monde n'est pour nous qu'un simple phénomène élevant une prétention d'existence [...] Avec les autres « moi », disparaissent naturellement toutes les formes sociales et culturelles. Bref, non seulement la nature corporelle, mais l'ensemble du monde concret qui m'environne n'est plus pour moi, désormais, un monde existant, mais seulement « phénomène d'existence » ». Renaud Barbaras pense voir dans cette démarche comme un retour aux Grecs « elle peut précisément être caractérisée comme ce qui aux yeux des Grecs, était l'acte de naissance même de la philosophie, à savoir comme étonnement [...] Par l'étonnement, l'évident devient incompréhensible, l'ordinaire extraordinaire [...] le familier non familier ».
Comme le précise Jean-Luc Marion « la réduction suspend les théories absurdes, les fausses réalités de l'attitude naturelle, le monde objectif, etc., pour laisser les vécus faire apparaître autant que possible ce qui se manifeste comme et par eux ; sa fonction culmine dans un dégagement des obstacles à la manifestation ». Cette suspension est plus précisément à comprendre, dans un esprit très éloigné du doute cartésien, comme une entreprise de dégagement des obstacles à la manifestation de la pureté du phénomène, elle ne provoque pas par elle-même l'apparition de ce qui se manifeste. Le monde perçu dans cette vie réflexive est toujours là, il continue à apparaître comme il apparaissait jusque-là mais dans l'attitude réflexive je n'effectue plus l'acte de croyance existentielle de l'expérience naturelle. Loin d'être « un instrument provisoire qui devrait être abandonné  une fois la certitude retrouvée ; elle est une disposition d’esprit permanente d’interrogation et de remise en cause des préjugés » écrit Pascal Dupond.
L'universelle « mise hors valeur » de toutes les attitudes que nous pouvions prendre vis-à-vis du monde objectif (jugement, intuition, existences réelles, possibles ou hypothétiques, apparence) ne nous placent pas devant un pur néant. Ce qui me reste en tant que sujet méditant c'est ma « vie pure » et ce qui devient à cette occasion « mien » c'est l'universalité des phénomènes à travers laquelle le monde objectif tout entier existe pour moi, c'est-à-dire, vaut. « Je ne puis vivre, expérimenter, penser ; je ne puis agir et porter de jugements de valeur dans un monde autre que celui qui trouve en moi et tire de moi-même son sens et sa validité ». Comme l'écrit Bruce Bégout « ce qui se dévoile (avec la réduction), c'est la vie du sujet elle-même, avec ses intentions, ses implications, ses opérations temporelles [...] La réduction ne conserve pas seulement le monde comme phénomène, elle ouvre un nouveau monde : le monde de la vie subjective, de la vie intentionnelle ». La vie dont parle Husserl « c'est la vie originelle, fluente et dynamique [...] toujours présente à elle-même, [...] c'est dans et par cette vie que se constitue le monde comme phénomène et comme sens ».
« L'«attitude transcendantale » est un événement du monde appartenant à la vie psychique réelle de l'homme qui philosophe dans le monde. En d'autres termes la réduction phénoménologique elle-même, reçoit le sens existential d'un effort extrême de l'homme, la signifiance vivante de l'ultime aventure de la connaissance » écrit Eugen Fink.

### Le chemin de la réduction
En tant qu'acte phénoménologique inaugural, rien ne peut, selon Renaud Barbaras, « précéder la « réduction », ce qui signifie qu'elle est fondamentalement immotivée ». Sa nécessité ne se révèle qu'après coup, « ce qui veut dire qu'elle se présuppose toujours elle-même », et lui confère selon Renaud Barbaras le caractère d'une inévitable circularité.

### Principe de la constitution
La phénoménologie met en évidence le rôle central de l' « intentionnalité » dans la perception. Nous ne percevons à proprement parler que des aspects des choses, ce que Husserl appelle des « esquisses », ces dernières se succédant à l'infini et requérant une loi pour les unifier. L'intentionnalité permet cela, car elle est aussi un opérateur d'anticipations qui permet à l'esprit de combler les « blancs » ou « vides » de la perception pour constituer un objet intégral pour la conscience. Par exemple, nous ne nous contentons pas d'appréhender un dos ou un profil lorsque nous observons une personne, mais nous nous attendons à ce que les caractéristiques qui sont masquées pour la perception puissent être données, et l'intentionnalité fournit à la fois une loi qui unifie les esquisses données et celles auxquelles nous nous attendons naturellement. « Ainsi, l'intentionnalité implique, dans sa prestation objectivante
et identifiante, une construction de l'identité objective »
La phénoménologie est aussi une méthode visant à préserver l'« originarité » des phénomènes, c'est-à-dire à dévoiler une genèse.« Au contraire de la méthode cartésienne ou kantienne, la méthode phénoménologique, même lorsqu'elle constitue les phénomènes, se borne à les laisser se manifester ; constituer n'équivaut pas à construire, ni à synthétiser, mais à donner un sens ou plus exactement à reconnaître le sens que le phénomène se donne lui-même et à lui-même » écrit Jean-Luc Marion. Mais de plus, comme le souligne Renaud Barbaras « si l'on veut déterminer la spécificité de la phénoménologie il convient de dépasser l'être donné du sens et interroger l'origine même du sens ». En effet si l'on se contentait de remonter de l'étant mondain aux formes a priori comme Kant le faisait alors, « une telle constitution ne pourrait recouvrir l'affirmation d'une conscience absolue recelant en elle toutes les transcendances ».
Renaud Barbaras décrit ainsi la relation de constitution : « Elle n'est pas réceptive puisque rien n'est extérieur à la conscience transcendantale; elle ne peut rien recevoir. Elle n'est pas non plus productive parce qu'elle est une conscience. Il n'y a de production proprement dite que pour les êtres mondains. La conscience demeure un faire paraître, un faire voir. C'est donc l'unité d'une intuition et d'une création, c'est-à-dire un faire paraître qui est un faire voir, un voir tel que le vu tire son être de ce voir lui même ».
Eugen Fink remarque que « l'attitude naturelle en tant qu'être de l'homme dans le monde selon tous ses modes est un résultat constitutif et, comme tel, un moment intégral de la vie transcendantale elle-même ».

## Qu'est ce qui est à réduire?
Ainsi posée la question revient à se demander : qu'est-ce qui a été constitué ? la réduction pouvant être présentée comme la contrepartie négative de la constitution.

### Le monde et notre environnement
Ce à quoi la réduction phénoménologique s'attaque, c'est au monde, que Husserl nomme le monde de l'attitude naturelle : plus précisément, elle s’attaque à la thèse « naturelle » sur le monde qui n'a rien à voir avec le monde du quotidien. Ce monde ignoré est pourtant toujours pré-donné pour ceux qui en font l'expérience, qu'ils y travaillent ou s'adonnent à toutes sortes d'occupations. Il s'agit pour chacun d'entre nous d'un seul et même monde au contenu variable illimité dans le temps et dans l'espace. Ce monde, dans lequel je suis moi-même incorporé, n'est pas un simple monde des choses mais il est tout à la fois, en arrière-plan, un monde de valeurs, de biens et un monde pratique. On le perçoit à travers le caractère immédiat de nos intuitions quand nous découvrons devant nous les choses immédiatement pourvues de propriétés matérielles, de qualité et de valeurs; des choses plaisantes ou déplaisantes agréables ou non ; les choses directement usuelles sans réflexion, la table, le livre, etc. Paul Ricœur note que ce monde, plus vaste que le psychologisme et le naturalisme peuvent le décrire, est toujours là comme corrélat de la conscience attentive ou inattentive, perceptive ou pensante théorique, affective, pensante ou pratique. Eugen Fink parle d'une « présupposition latente et continue de l'être du monde » que la réduction phénoménologique aura à charge de relever. « Le sens radical de l'attitude naturelle ne saurait apparaître en dehors de la réduction qui le révèle au moment où elle le suspend ».

### Le cogito et les environnements idéaux
Les valeurs et les qualités pratiques qui m'apparaissent en même temps que les choses appartiennent aussi à titre constitutifs aux objets présents en tant que tels que je m'occupe ou non d'eux. Ce qui est vrai des choses l'est aussi d'autrui, ce sont mes amis ou mes ennemis, mes subordonnés ou mes supérieurs. La validité de l’expérience d’autrui doit être suspendue dans la mesure où elle repose sur une expérience sensible où le corps physique d’autrui est perçu. La réduction phénoménologie vise également le « moi » empirique (l’âme ou la psyché), dont le rejet hors de la sphère transcendantale est motivé en vertu de sa dimension «corporelle» que lui accorde Descartes. Ainsi le Cogito qu'il soit conscient ou inconscient appartient aussi à l'« attitude naturelle », alors même qu'il est sur la voie de son dépassement. La « réflexion » qui n'est pas encore la « réduction » sépare néanmoins la région conscience.
On notera que pour Eugen Fink « la réflexion réductive sur soi-même n'est pas une radicalité accessible à l'homme, elle ne réside donc pas du tout dans l'horizon des possibilités humaines [...] ce n'est pas l'homme qui fait réflexion sur soi, mais c'est la subjectivité transcendantale, voilée dans l'auto-objectivation sous la forme de l'homme, qui fait réflexion sur elle-même en prenant son départ apparemment comme homme, en se dépassant et se ruinant comme homme, à savoir en s'orientant vers le fond vital , le Lebensgrund propre, en dernière instance le plus intime »
Husserl élargit au maximum la notion de monde naturel au point d'y inclure « tout ce qui est là pour moi et qui par sa présence intuitive me cache ma subjectivité transcendantale et constituante qui pourtant s'exerce dans cette présence même ». Je suis, par exemple, pris par l'arithmétique tandis que le monde des choses, qui est permanent, sert de toile de fond à l'attitude arithmétique qui n'est qu'intermittente.

### Les autres et l'inter-subjectivité
Nous avons une compréhension naturelle de nos semblables. Nous concevons de vivre dans un seul et même monde auquel nous accédons chacun dans la diversité de nos consciences en fonction desquelles, sous des modes d'appréhension particuliers les choses peuvent se montrer sous des apparences différentes. En dépit de tout nous arrivons à nous comprendre et posons une réalité objective commune d'ordre spatio-temporel. Les thèmes de l'intersubjectivité et de l'objectivité du monde sont abordés chez Husserl dans le cadre de la Méditation cinquième.
Natalie Depraz, écrit : « l'intersubjectivité ne saurait se résoudre à la question de mon expérience personnelle et empirique d'autrui (comment je le rencontre, comment je puis le connaître, etc..) Ces questions relèvent d'une psychologie introspective. Le problème de Husserl est autre : il s'agit de comprendre comment l'autre est « constitué » en moi, c'est-à-dire comment mon attitude phénoménologique à son égard fait de lui non un objet, mais un sujet, donateur de sens, comme je le suis moi-même ».

## Les voies d'accès et les formes de réduction

### Les formes
S'agissant des formes, Mario Charland, distingue dans son mémoire universitaire trois grands types de réduction : phénoménologique (ou gnoséologique), éidétique et transcendantale ou (phénoménologie-transcendantale) dans l'évolution de pensée de Husserl. S'agissant des voies, les auteurs en distinguent deux, la voie cartésienne et la voie psychologique.
Par « réduction eidétique », il faut entendre cette forme de réduction qui, mettant hors jeu le jugement de réalité que l'on porte sur la chose, savoir son existence, permet d'en faire varier imaginativement les traits et de découvrir ainsi les invariants qui vont constituer l'« essence »de la chose ou « eidos »,.
Par « réduction transcendantale » fréquemment appelée du terme grec époché, il faut entendre l'étape la plus radicale, celle qui suspend tout jugement d'existence et vise à mettre hors jeu le monde lui-même. Ce qui est mis hors jeu c'est la thèse générale qui tient à l'essence de l'« attitude naturelle ». Si je mets « entre parenthèses » absolument tout ce qu'elle embrasse dans l'ordre ontique, je ne mets cependant pas son existence en doute. Dans la Krisis, Husserl tente de faire du « monde de la vie » « un objet de science au même titre que tout objet de science (qu'elle soit naturelle, humaine ou historique). Toutefois, il faut garder à l'esprit que cet objet est un « a priori universel de corrélation », au sens où il ne possède pas les mêmes caractères « empiriques » que l'objet étudié par les autres sciences » écrit Mario Charland.
La « réduction transcendantale », est l'acte par lequel le sujet méditant se saisit, par la simple « mise entre parenthèses » du monde objectif comme « moi pur » ou « Moi transcendantal ».

### La voie cartésienne
Apparue dans l'Idée de la phénoménologie de 1907, la voie d'inspiration cartésienne est empruntée par les Ideen I et à un moindre degré par les Méditations cartésiennes. La réduction phénoménologique va chercher un fondement indubitable pour la « connaissance ». Le monde naturel, celui de l'« attitude naturelle » est simplement « mis entre parenthèses ». « La suspension de la croyance au monde permet d’apercevoir un domaine antérieur à sa donation, et que sa présence nous cache, à savoir le domaine de la vie réflexive par laquelle le monde nous est rendu présent »
Au niveau des « Ideen I », la réduction a une double signification : d'une part négative en ce qu'elle isole la conscience comme résidu phénoménologique, d'autre part, positive parce qu'elle fait émerger la conscience comme radicalité absolue, commente Jean-François Lyotard.

### La voie psychologique
La voie cartésienne présente le danger d'aboutir à un ego dépourvu de monde, vers lequel il est difficile de revenir. Le recours à la voie psychologique, c'est-à-dire l'approfondissement du sujet « permet de comprendre l’ego transcendantal autrement que comme une extrémité psychique du monde et autrement que comme un pôle vide ou comme une sphère dépourvue de contenu ». C'est dans Krisis que Husserl se détache de la voie cartésienne. Natalie Depraz. montre comment la voie de la psychologie suivie par Husserl soumet l'instance opérant la réduction à savoir le sujet transcendantal à une radicalisation plus radicale que celle de la voie cartésienne.

## L'aboutissement de la réduction
« La réduction phénoménologique consiste à suspendre la validité de la thèse naturelle de l'existence pour en étudier le sens dans la pensée qui l'a constitué, pensée qui n'est plus dans le monde mais avant le monde » selon la définition qu'en donne Emmanuel Levinas.
L'attitude transcendantale effectue une « mise entre parenthèses » radicale de la thèse générale du monde, jusqu'ici présumé comme existant. Ce qui est mis hors jeu, sans toutefois nier son existence, c'est la thèse générale du monde sans en exempter les jugements scientifiques. « Toutes les théories aussi bonnes soient-elles et fondées à la façon positiviste et toutes les sciences qui se rapportent à ce monde doivent subir le même sort ». Le monde naïf de l'expérience quotidienne simplement posé et disponible se transforme en « phénomène du monde ». À travers la reconnaissance de cette présupposition du monde, on peut caractériser la réduction  « comme un mouvement de reconduction à son « origine » dans la vie donatrice de sens de la « subjectivité transcendantale » »

### L'arrière-plan du monde
Chacun d'entre nous, vivons dans un seul et même monde, au contenu variable, illimité dans le temps et dans l'espace. Ce monde, dans lequel nous sommes incorporés, par notre esprit et notre corps n'est pas un simple monde des choses, mais il est tout à la fois, en arrière-plan, un monde de valeurs, de biens et un monde pratique. Il contient aussi des environnements idéaux, corrélats des actes de connaissance comme les nombres qui se rencontrent dans les actes de numération. Tout cela nous est « donné », silencieusement avec la même « immédiateté ». Le monde de l'« attitude naturelle » définie dans les Ideen n'a rien à voir avec une « vision du monde », ni avec le monde de la quotidienneté..
Ce qui est visé par la pensée phénoménologique c'est ce qui commande toutes les possibilités, toutes les attitudes et tous les préjugés, « l'antéprédicatif est reconnu, par la phénoménologie, comme étant ce lieu de constitution a priori précédant tout jugement logique », écrit Mario Charland. Aussi pour Paul Ricœur, l'illusion la plus tenace de la « thèse du monde » dans l'« attitude naturelle », est la croyance naïve à l'existence « en soi » de ce monde, détaché de notre conscience, de l'indubitabilité de sa signification, qui s'accompagne de l'illusion que la perception empirique directe serait a priori plus certaine que la réflexion. Pour Eugen Fink « l'attitude naturelle est l'attitude essentielle, appartenant à la nature de l'homme, l'attitude constitutive de l'être-homme même, de l'être-homme orienté dans le tout du monde [...] ».
La reconquête du sens du monde n'est jamais achevée. Emmanuel Levinas écrit: « Il y a toujours de l'anticipé, un horizon infini d'anticipé dans la perception, et, par conséquent, le monde existe de telle façon qu'il n'est jamais garant de sa propre existence ». L'idéal de certitude, Descartes pensait l'avoir obtenu en faisant retour à l'origine, avec le cogito. Ce que poursuit l'analyse phénoménologique, c'est moins la certitude à la manière cartésienne, que le chemin de l'évidence où l'objet se montre de soi-même, comme jaillissant de la conscience, parce que compris par elle,.
Emmanuel Levinas constate que la suspension du monde n'est pas une procédure provisoire mais qu'elle se voudrait définitive car elle représenterait pour l'esprit une manière d'être libre par rapport au monde., Avec la « réduction », l'existence de l'homme, pourvue d'une conscience absolue (relative à rien), ne consiste plus à s'engager dans un monde préalablement constitué, mais à prendre conscience de sa position dans la mise à jour de toutes les évidences, c'est-à-dire dans la liberté.

### Le Moi transcendantal
Dans l'esprit de la phénoménologie, le « moi psychologique » n'est qu'une étape sur le chemin qui conduit au « moi transcendantal ». Le « moi psychologique », entrelacé avec le monde naturel, doit être, lui-même réduit, ce qui veut dire qu'il y a lieu de s'abstenir de toute thèse relative au moi existant. Il y a néanmoins un Je, celui qui justement s'abstient et qui est qualifié de moi pur. Si la chose perçue ne nous est donné qu'à travers toute une série d'esquisses, le moi pur ou vécu égologique  est d'une évidence apodictique. Le moi pur n'est pas une chose puisqu'il ne se donne pas comme une chose est donnée. Quand bien même le monde serait anéanti, le moi ne serait pas atteint dans sa propre existence. En un sens, par le décalage qu'il implique, Paul Ricœur, note : « comprendre véritablement la « thèse du monde » c'est déjà me réaliser comme sujet non plus psychologique mais transcendantal ».
La réduction fait apparaître le « moi transcendantal » ou phénoménologique, qui, à l'inverse du moi « empirique », va se positionner, selon l'expression de Jean-François Lyotard tel un « spectateur désintéressé ». L'accès à ce « moi transcendantal », souligne Paul Ricœur emprunte dans les Ideen « une méthode tout à fait cartésienne faisant penser que la réduction consiste à soustraire quelque chose qui serait la nature douteuse et à retenir par soustraction : la conscience indubitable ». De fait se limiter à une telle méthode ne ferait apparaître qu'une distinction entre la conscience et la réalité. L'ambition de Husserl est tout autre, il s'agit de montrer que le « moi transcendantal » se distingue du moi psychologique en ce que la réduction enveloppe le monde dans sa totalité, « moi psychologique » inclus. « Non seulement la conscience est autre que la réalité, mais la réalité est relative à la conscience en ce sens qu'elle s'y annonce comme une unité de sens ». Dans l'esprit de Husserl écrit Denis Courville « l’expérience du monde ne peut se faire que par des constitutions synthétiques opérées par l’ego transcendantal ».
Au stade transcendantal une question demeure « l’ego est méthodiquement purifié de tous rapports mondains et corporels dans la quête pour la fondation d’une science véritablement absolue [...] mais tout sens se constitue dans et à partir de mon ego, comment puis-je faire l’expérience d’un autre ego? Comment puis-je également affirmer l’existence d’un monde objectif, c’est-à-dire un monde qui transcende l’activité constitutive de ma conscience pure ? » s'interroge Husserl selon Denis Courville. C'est à ces difficultés que Husserl tentera de répondre dans sa Méditations cinquième.
« Si la thèse du monde est une thèse contingente, la thèse de mon « moi pur » et de mon vécu personnel est absolument indubitable. Si toute chose donnée corporellement peut également ne pas être, nul vécu donné corporellement par contre n'a la possibilité de ne pas être ».

## Critiques
Renaud Barbaras considère que « la caractérisation husserlienne de l’attitude naturelle comme neutralisation de la thèse d’existence du monde est insuffisante et manifeste encore une forme de naïveté pour autant qu’elle renvoie à une démarche plus profonde et plus générale : celle consistant à rendre compte de l’apparaître à partir d’un apparaissant
qui en est pourtant tributaire ».